# Les Chambres
Les Chambres era una comuna francesa situada en el departamento de Mancha, de la región de Normandía, que el 1 de enero de 2016 fue suprimida al fusionarse con la comuna de Champcervon, y formar la comuna nueva de Le Grippon.

## Demografía
| Gráfica de evolución demográfica de Les Chambres entre 1800 y 2013 |
|                                                                    |

Los datos demográficos contemplados en este gráfico de la comuna de Les Chambres se han cogido de 1800 a 1999 de la página francesa EHESS/Cassini, y los demás datos de la página del INSEE.